# غزل
غَزَل در ادبیات فارسی به قالبی از شعر سنتی گفته می‌شود. در قالب غزل که معمولاً بین پنج تا دوازده بیت متحدالوزن دارد، مصراع اول با مصراع‌های زوج هم‌قافیه است. بسیار رایج است که شاعر در آخرین بیت غزل، نام شاعرانه یا تخلص خود را بیاورد. غزل، بیشتر محتوای عاشقانه دارد. تا قبل از قرن ششم هجری، به جای غزل، تغزل رواج داشت که هویتی مستقل نداشت و غزلی بود که در ابتدای قصیده می‌آمد. در ادبیات عربی نیز به تشبیب، نسیب و تغزل، که معمولاً در ابتدای قصیده‌ها می‌آمد، غزل اطلاق می‌شد (و هنوز هم می‌شود). غزل در زبان‌های ترکی، هندی، اردو و انگلیسی نیز به منظور بیان مضمون عاشقانه به کار می‌رود و گاهی همراه با موسیقی خوانده می‌شود. علاوه بر این، مضمون‌های عارفانه برای بیان عشق به معبود نیز در غزل فارسی متداول بوده است. اما ممکن است از غزل برای بیان مضمون‌های اخلاقی، معرفتی، میهن‌پرستانه یا هر نوع تجربه شاعرانه دیگری هم استفاده شود. همچنین در یک غزل، ممکن است تنوع مطلب وجود داشته باشد.
غزل‌های اولیه در شعر فارسی، زبانی ساده دارند و به سبک خراسانی سروده شده‌اند. در قرن ششم، در ابتدا شاعرانی مانند خاقانی، انوری و ظهیر، که در اصل قصیده‌سرا بودند، تعداد قابل توجهی شعر در قالب غزل نیز سرودند. اما بعد، شاعرانی مانند سنایی و عطار ظهور کردند که توجه اصلی‌شان به غزل بود. در این قرن، سبک خراسانی افول کرد و شاعران به سبک عراقی روی آوردند. در این دوره، عطار از غزل برای بیان مفاهیم عرفانی استفاده کرد. غزل با ظهور سعدی به اوج زبانی خود رسید که بیانی روان و سهل و ممتنع داشت و واژگان پرکاربرد و همه‌فهم را به کار می‌برد. مولوی نیز، شرح سفر روحانی خود را در غزلیاتش منعکس کرد. او بسیاری از غزلیات خود را نه در کنج عزلت و در جدال با الفاظ، بلکه به صورت زنده و فی‌البداهه و در مجالس رقص و سماع و در حالت وجد سرود. در قرن هشتم، خواجوی کرمانی عشق و تصوف را در غزل خود در هم آمیخت که اوج روش او، در غزلیات حافظ دیده می‌شود. حافظ، که مشخصهٔ شعرش ایهام است، ممدوح و معشوق را با هم یکی کرد و مدح‌های او که به فرم غزل است، در ظاهر، ماهیت خود را آشکار نمی‌کند.
از اوایل قرن نهم، تا قرن یازدهم، شاعران برای سرودن غزل به سبک عراقی همچنان در تلاش بودند، اما توفیقی حاصل نمی‌شد. این بن‌بست زمینه‌ساز ظهور سبک هندی بود. اساس غزل سبک هندی این بود که شاعر در مصراع اول مطلبی معقول بگوید و در مصراع بعدی با شاهد یا مثالی، معنای مصراع اول را اثبات یا تبیین کند. از اواخر دورهٔ افشاریه جریانی تحت عنوان «جریان بازگشت» آغاز شد که طی آن، شاعران با پیروی از سبک‌های خراسانی و عراقی شعرهای جدیدی می‌سرودند. این جریان در دوره قاجار به اوج رسید. با شروع جنبش مشروطه، گنجاندن مضمون‌های میهن‌پرستانه در غزل متداول شد که به «غزل وطنی» شهرت یافت. با پدیدار شدن شعر نو، سبکی جدید در سرایش غزل به وجود آمد که به غزل نو یا غزل تصویری مشهور است. این نوع غزل، چه در لفظ و چه در مضمون، از امکانات شعر نو استفاده می‌کند. یکی از ویژگی‌های غزل نو، استفاده از وزن‌های جدید است. غزل‌سرایان نوگرا، توصیف در غزل را به معشوق زمینی و آسمانی محدود نکردند و تجربیات ذهنی خود را در جستجوی افق‌های تازه‌تر گسترش دادند. در اثر این تلاش، صور خیال در غزل نو به تازگی گرایید. غزل نو همچنین در محور عمودی خود پیوستگی بیشتری پیدا کرد.
در شعر فارسی، قالب‌های دیگری مانند مستزاد، تضمین، غزل‌مثنوی و ترجیع بند از فرم غزل منشعب شده و به‌عنوان قالب‌های مستقلی مطرح شده‌اند.

## معرفی

### در معنی
غزل واژه‌ای است با ریشهٔ عربی و معنی اصلی آن «ریسندگی» است. این واژه اسم و مصدر ثلاثی مجرد است، که معناهای متفاوت اما شبیه به هم دارد. «سخن گفتن با زنان»، «عشق‌بازی»، «حکایت کردن از جوانی»، «محبت ورزیدن» و «وصف زنان» از معناهای این واژه در زبان عربی است. در معجم مصطلحات اللغه العربی القدیم، واژهٔ غزل، «گفتگوی پسران و دختران جوان» و «سرگرم شدن با زنان» معنا شده است. همچنین مغازله به معنی «سخن گفتن با زنان» و تغزل نیز به همین معنا، منتها همراه با تکلف، آمده است. سیروس شمیسا، واژهٔ سرود را معادل تقریبی فارسی برای غزل عنوان کرده است؛ چنان‌که سرود هم دارای مضمونی عاشقانه بوده و با موسیقی یا دست کم آواز خوانده می‌شده است. غزل در شعر حافظ به معنای مترادف آواز هم به کار رفته است.

### در اصطلاح
در شعر فارسی، استفاده از اصطلاح غزل، سابقهٔ دیرینه‌ای دارد. به گفتهٔ شمیسا، قدما، غالباً غزل را در معنای شعری عاشقانه و ملحون (توأم با موسیقی) به کار می‌برده‌اند. ممکن است قالب چنین اشعاری، قطعه، رباعی یا چند بیت از یک قصیده (همان که امروزه تغزل گفته می‌شود) بوده باشد. علاوه بر این، شمس قیس، ادیب قرن هفتم هجری، علاوه بر عاشقانه و ملحون بودن، قید دیگری را هم لحاظ می‌کند که رعایت وزن رباعی در این قسم از شعر است. با این حال، به نظر شمیسا، این قید تقریباً از همان ابتدا کنار گذشته شده است. جلال‌الدین همایی، اطلاق غزل به این دست از شعرها را تا سدهٔ پنجم هجری غالب می‌داند و معتقد است که غزل از اوایل قرن ششم، آرام‌آرام تغییر معنا داده و به معنای امروزی خود نزدیک شده است.

در غزل، مصراع اول با مصراع‌های زوج هم‌قافیه است.

امروزه غزل در اصطلاح شعری به قالبی مشخص از شعر، متشکل از چند بیت (معمولاً هفت بیت) متحدالوزن اطلاق می‌شود که مصراع اول بیت نخست آن با مصراع‌های زوج هم‌قافیه است. بسیار رایج است که شاعر در آخرین بیت غزل، نام شاعرانه یا تخلص خود را بیاورد. همایی، تعداد بیت‌های یک غزل را پنج تا دوازده بیت می‌داند که گاهی تا پانزده بیت و حتی نوزده بیت هم می‌رسد. وی اطلاق نام غزل بر شعری با کمتر از سه بیت را شایسته نمی‌داند و غزلی با سه تا چهار بیت را «غزل ناتمام» می‌نامد. تعداد ابیات غزل در دانشنامهٔ ایرانیکا، پنج تا پانزده بیت عنوان شده است. عبدالرحمن جامی، غزلی با هفت بیت را کامل‌ترین حالت آن دانسته است.

### ویژگی‌ها
یکی از ویژگی‌های غزل، استفاده از ردیف است. ردیف، یک کلمهٔ مستقل، یک عبارت یا یک پسوند است که عیناً پس از قافیه تکرار می‌شود. به‌کارگیری ردیف، اختیاری است، اما کاربرد آن در غزل بسیار رایج است؛ چون بیت‌های غزل معمولاً ارتباط معنایی مستحکمی با هم ندارند و ردیف، به نحوی انسجام بیشتری در غزل ایجاد می‌کند.
در بسیاری از غزل‌ها، شاعر از نام هنری یا تخلص خود در بیت انتهایی شعر استفاده می‌کند که به آن بیت مقطع یا مَخْلَص هم گفته می‌شود. شاعر در بیت تخلص یا خودش را مورد خطاب قرار می‌دهد یا به صورت سوم شخص، در مورد خود صحبت می‌کند. به نخستین بیت از غزل که دو مصراع هم‌قافیه دارد، مطلع گفته می‌شود.
غزل، بیشتر محتوای عاشقانه دارد. اما ممکن است از غزل برای بیان مضمون‌های اخلاقی و معرفتی هم استفاده شود. در یک غزل، ممکن است تنوع مطلب وجود داشته باشد. به گفتهٔ همایی، غزل، شعری توأم با لطافت و ظرافت است و به همین خاطر، وارد کردن عبارت‌های خشن و ناهموار، به آن صدمه وارد می‌کند.
از آنجا که یک غزل فضای کمی را در اختیار شاعر قرار می‌دهد، ایجاز و اختصار یکی از ویژگی‌های آن است و به همین دلیل استفاده از استعاره در غزل رواج زیادی دارد.

### اهمیت
غزل در دوره‌های مختلف شعر فارسی محبوبیت داشته است؛ این قالب هم در دورهٔ آغازین شعر فارسی در سبک خراسانی که قالب‌های سنتی قصیده و مثنوی غلبه داشتند مورد توجه شاعران بود و هم در دورهٔ معاصر که انقلاب شعر نو، قالب‌های سنتی را به حاشیه رانده است. این قالب می‌تواند حالات شخصی شاعر را در خود بگنجاند. به تعبیر قدرت‌الله طاهری، استاد ادبیات و علوم انسانی دانشگاه شهید بهشتی، شاعر در قصیده برای ممدوح و در مثنوی برای تودهٔ مردم یا مریدان شعر می‌گوید اما غزل را برای خویشتنِ خویش می‌سراید و لذا می‌تواند خصوصی‌ترین احساسات خود را بیان کند. به همین دلیل، به جز فردوسی، کمتر شاعر برجسته‌ای هست که در دیوان خود غزل نداشته باشد.
به گزارش دانشنامهٔ ایرانیکا، غزل مهم‌ترین فرم شعر عاشقانهٔ فارسی است که در شعر فرهنگ‌های متأثر از فارسی مانند ترکی و اردو هم از آن استفاده شده است.

## پیش‌زمینه
در ایران باستان، شعر و موسیقی همراه با هم بودند و اصولاً به تعبیر سیروس شمیسا، «شاعری با خنیاگری و رامشگری در هم آمیخته بوده است.» شاعران اغلب، نوازندگی هم می‌دانستند و اشعار خود یا دیگران را با نوای موسیقی می‌خواندند. این سنت در سده‌های نخست اسلامی نیز ادامه داشت. در شعر این شاعران به واژهٔ غزل اشاره شده است که به اعتقاد شمیسا اشاره به شعر آمیخته با موسیقی است و نه فرمی از شعر که امروزه به عنوان غزل شناخته می‌شود. به همین جهت در بعضی از فرهنگ‌ها، غزل‌سرا به معنی یا کنایه از مطرب به کار رفته است. اگرچه شواهد و مدارک به جا مانده از ایران باستان بسیار اندک است اما بنا به نظر دانشنامهٔ ایرانیکا، شواهد غیرمستقیم احتمال وجود سنت نقالی و نوازندگی با محتوای عشق زمینی را در آن دوران قوت می‌دهد؛ چنان‌که در قرن دوم هجری، خوانندگان زن ایرانی در شهرهای حجاز شعرهای عاشقانه اجرا می‌کردند و با توجه به فارسی‌سازی فرهنگ اسلامی در دورهٔ عباسیان، این امر در نوزایی شعر عربی در آن دوره اثرگذار بوده است. هرچند که شواهد اندکی در این زمینه در دست است و دانشنامهٔ ایرانیکا اظهار نظر قطعی در این زمینه را دشوار می‌داند.
پژوهشگران بر سرِ منشأ ابداع غزل نظرات مختلفی دارند. یک نظریهٔ متداول در پیدایش غزل، که شمیسا آن را استوارترین نظریه دربارهٔ پیدایش غزل می‌شمارد، این است که سرمنشأ غزل، تغزل است. به اعتقاد وی، در قرن ششم، بازار مدح کساد شد و مدح در دربار شاهان خریداری نداشت. از این رو، قسمت مدح قصیده عملاً سروده نمی‌شد و شاعران به سرودن قسمت عاشقانه، اکتفا می‌کردند. به اعتقاد شمیسا، مهم‌ترین گواه اعتبار این نظریه، وجود بیت تخلص در غزل است. در قصیده، بیت یا بیت‌های تخلص در میانهٔ قصیده قرار می‌گرفت، ولی وقتی شاعران از سرودن قسمت مدح صرف‌نظر کردند، این بیت در انتهای غزل قرار گرفت. به اعتقاد شمیسا، احتمالاً غزل‌های اولیه‌ای که در دیوان شاعران قبل از قرن ششم وجود دارد نیز، بخش تغزل یک قصیده بوده باشند که بخش مدح آن در اثر گذشت زمان از بین رفته یا شاعر بعد از آماده کردن آن، فرصتی برای تکمیل بخش مدح نیافته باشد.
نظریهٔ دیگری که در این زمینه مطرح شده است به ایران‌شناسان شوروی سابق، از جمله یوسف براگینسکی و عبدالغنی میرزایف منسوب است که بر اساس آن پیدایش غزل، در یک محیط اشرافی و درباری پدید نیامده و از یک سنت عامیانه و شفاهی کهن در آسیای مرکزی سرچشمه گرفته است که طبعاً به دلیل شفاهی بودنش، امروزه نشانه‌ای از آن در دست نیست.
علاوه بر دو نظریهٔ فوق، نظریهٔ دیگری نیز هست که سرمنشأ غزل را به تغزل‌های ادبیات عرب نسبت می‌دهد. به گفتهٔ شمیسا، غزل در عربی هم به مضمون عاشقانهٔ شعرها اطلاق می‌شود و قالب شعریِ مشخصی نیست؛ مثلاً به قصیده‌های عاشقانه، غزل می‌گویند. تغزل به معنای قصیده‌های عاشقانه در دوران پیش از ظهور اسلام و همچنین در دوران اموی در بین اعراب رواج داشت. از این رو به اعتقاد شفیعی کدکنی، غزل ابتکار شاعرانهٔ ایرانیان است. با این حال، بر اساس آنچه در دانشنامهٔ ایرانیکا آمده است، «خاستگاه غزل فارسی را باید در ادبیات عرب جستجو کرد.» به بیان این دانشنامه، شعر عاشقانهٔ عربی سرمشق مهمی برای شاعران فارسی‌زبان بود و تأثیر آن در گسترش شعر عاشقانهٔ فارسی کاملاً مشهود است.

## پیدایش
تا قبل از قرن ششم هجری، شکل شعری غزل بسیار نادر است و انگشت‌شمار غزل‌هایی که یافت می‌شود، در صورت و معنی با غزل به عنوان یک فرم شاعری تفاوت‌هایی دارند. آنها زبانی ساده دارند و به سبک خراسانی سروده شده‌اند. مضمون آنها اگرچه عاشقانه، اما بسیار ساده و ابتدایی است و صرفاً به عشق زمینی و مادی پرداخته‌اند. در این دوره، به جای غزل، تغزل رواج داشت که هویتی مستقل نداشت و غزلی بود که در ابتدای قصیده می‌آمد. شاعر در تغزل، به وصف معشوق یا طبیعت و ابراز عشق می‌پرداخت و سپس با استفاده از یکی دو بیت، موضوع را عوض می‌کرد و به موضوع اصلی؛ یعنی مدح گریز می‌زد. به یکی دو بیتی که شاعر برای رهایی از موضوع تغزل و وارد شدن به مدح استفاده می‌کرد، تخلص گفته می‌شد و این معنای ضمنی را دربرداشت که شاعر با استفاده از آن، از موضوع حاشیه‌ای خلاصی می‌یابد. تغزل به ابتدای قصیده اضافه می‌شد تا شعر را لطیف‌تر کند و ممدوح به شعر توجه بیشتری نشان دهد.
تغزل‌های اولیه، رنگ و بوی واقع‌گرایانه داشتند. چون یکی از مضمون‌های رایج، سرودن در مورد برده (غلام و کنیز) بود، شاعر خود را در مقام بالاتری از معشوق قرار می‌داد و جایگاه والا و دست‌نیافتنی معشوق، که در شعرهای متأخرتر دیده می‌شود و یکی از تفاوت‌های بزرگ غزل و تغزل است، به مرور زمان به دست آمده است. همچنین بیت‌های تغزل معمولاً اتحاد معنا داشته‌اند و ممدوح یا مخاطب می‌توانسته سیر واقعه‌ای را که شاعر نقل کرده، به وضوح دنبال کند. تغزل معمولاً بیانگر وصال و شادکامی بود و لحن شادی داشت که به تدریج در غزل، به لحن غمگینانه و بیان هجران گرایید.
به اعتقاد شمیسا، در تغزل‌هایی با توصیف معشوق، فرخی و در تغزل در وصف طبیعت، منوچهری سرآمد بوده‌اند.
شمیسا غزلی با مطلع «مرا به جان تو سوگند و صعب سوگندی/که هرگز از تو نگردم نه بشنوم پندی» از شهید بلخی را نخستین غزل فارسی می‌داند. وی همچنین غزلی با مطلع «زهی فزوده جمال تو زیب و آرا را/شکسته سنبل زلف تو مشک سارا را» از رودکی را نخستین غزل فارسی واجد بیت تخلص تلقی می‌کند. در دورهٔ سامانی همچنین از ابواسحاق جویباری، ابوطاهر خسروانی، ابوشعیب هروی، معروفی، کسایی مروزی، دقیقی، قمری جرجانی، منجیک ترمذی، رابعه بنت کعب و منطقی رازی غزل‌های معدودی بر جای مانده است. در دورهٔ غزنوی نیز غزل‌هایی از عیوقی، فرخی، عنصری، منوچهری، قطران و مسعود سعد موجود است.

## رواج
در قرن ششم هجری، سلجوقیان به حکومت رسیدند. بر خلاف سامانیان و غزنویان که اعتبار زیادی برای شاعران قائل بودند و در مقابل مدح، پاداش هنگفت می‌دادند، بعضی امیران سلجوقی حتی سواد هم نداشتند و پاداش کمی برای شعر و مدح در نظر می‌گرفتند. در این دوره اگرچه بازار قصیده هنوز داغ بود، اما از بخشش سخاوتمندانهٔ ممدوحان خبری نبود. در این دوره، شاعران اندک‌اندک در شعرهای خود به مذمت شعر و شاعری پرداختند و از اقبال خود گلایه کردند. شاعران در مدح خود از امیر یا پادشاه، هدیه‌های کم‌ارزش مانند اسب و جو و لباس می‌خواستند و گاه بی‌باکانه، او را به هجو تهدید می‌کردند. البته همهٔ این ترفندها از تلاش شاعران برای امرار معاش سرچشمه می‌گرفت. علاوه بر این، رواج صوفی‌گری و همچنین رواج زبان و معارف عربی باعث شد به سرایش غزل روی آورند چون در نبود ممدوحی برای مدح، مضمون‌های عرفانی مورد توجه قرار گرفته بود و قصیده، بنا به نظر شمیسا، قالب مناسبی برای پرداختن به چنین مضمون‌هایی نبود. به نظر او، از آنجا که مضمون‌های عرفانی، تعبیر و تفسیری عاشقانه داشتند، غزل برای این نوع شعر، فرم مناسب‌تری به‌شمار می‌آمد. در این دوره، غزل از تغزل مستقل شد، اما هنوز با اوج خود فاصله داشت. زبان شعر هنوز نرم نشده و معشوق هنوز به مقام شامخ و دست‌نیافتنی خود نرسیده بود.
در قرن ششم، در ابتدا شاعرانی مانند خاقانی، انوری و ظهیر، که در اصل قصیده‌سرا بودند، تعداد قابل توجهی شعر در قالب غزل نیز سرودند. اما بعد، شاعرانی مانند سنایی و عطار ظهور کردند که توجه اصلی‌شان به غزل بود. در این قرن، سبک خراسانی افول کرد و شاعران به سبک عراقی روی آوردند. شمیسا، سنایی را نخستین شاعری می‌داند که با جدیت به غزل پرداخت. وی همچنین سنایی را نخستین شخصی می‌داند که برای اولین بار معانی صوفیانه را به قالب‌های مختلف شعری، از جمله غزل وارد کرد. با این حال، شمیسا معتقد است که شعر سنایی گاهی تصنعی به نظر می‌رسد و کلامش در شعر به صورت عادی و طبیعی روان نشده است. وی معتقد است که لفظ غزل‌های سنایی، همچنان شبیه به تغزل‌های قدیمی است. همایی نیز سنایی را نخستین شاعری قلمداد می‌کند که «به سبک معمول فعلی غزل ساخته» و در غزلیاتش تخلص هم داشته است. شمیسا غزل سنایی را «قصیده-غزل» می‌نامد که واسطی است بین قصیده و غزل. معشوق در غزل سنایی آرام‌آرام جایگاه والای خود را پیدا می‌کند و کفهٔ ترازو در این قصیده-غزل‌ها به نفع غزل سنگین می‌شود. شاعران زیادی بعد از سنایی، از سبک او تقلید کردند، اما با این حال شعرهای او منحصربفرد باقی ماند. از سنایی به بعد، غزل در دو مسیر مختلف تکامل پیدا کرد؛ یکی غزل عاشقانه و دیگر، غزل عارفانه. شمیسا این دو مسیر را به ترتیب، مسیر لفظ و مسیر معنا می‌نامد و معتقد است که دو مسیر کاملاً مستقل نیستند؛ بلکه بر یکدیگر تأثیر متقابل داشته‌اند.
انوری با آن که شهرتش در سرایش قصیده است، اما به تحول غزل هم کمک کرده است. او زبان غزل را به زبان محاوره نزدیک کرد و برای نخستین بار، در آثار اوست که لطافت غزلی مشاهده می‌شود؛ چنان‌که تمایز غزل‌های او از تغزل در قصیده‌هایش آشکارتر از سنایی است. علاوه بر این او از شگردهایی مانند پرسش و پاسخ در غزل استفاده کرد که مورد توجه شاعران بعد از خودش قرار گرفت. او در غزل‌هایش به عشق زمینی می‌پردازد و از پیمان‌شکنی و جفاکاری گلایه می‌کند. به عقیدهٔ فروزانفر، همین سبک انوری است که حدود صد سال بعد به صورت متکامل‌تری در زبان سعدی متجلی می‌شود.
خاقانی، دیگر قصیده‌سرای این دوره است که به سرایش غزل پرداخت. او هم در مضمون غزل نوآوری‌هایی داشت و هم از نظر به کار گرفتن زبان، ترکیبات و استعاره‌ها پیشگام بود. شاعران زیادی از جمله مولوی، سعدی و حافظ از او تأثیر پذیرفته‌اند.
در شاخهٔ غزل‌های عرفانی، عطار تحول ایجاد کرد. او که در بیان مفاهیم عرفانی از سنایی و در روانی کلام از انوری الهام گرفته بود، شیوه‌ای را شروع کرد که بعداً در غزل خواجو و حافظ به اوج رسید؛ سبکی که در آن عرفان و عشق با هم آمیخته می‌شوند. با این حال، عطار به معنا توجه بیشتری داشت تا لفظ و به اعتقاد شمیسا، وسواسی که در کاربرد عبارت‌ها و آرایه‌ها از غزل‌سرایان بزرگ دیده می‌شود، در شعرهای او به چشم نمی‌خورد. فروزانفر غزلیات عطار را به سه دسته تقسیم می‌کند: غزل‌های عادی در وصف زلف و خط و خال معشوق، غزل‌های عرفانی در وصف و بیان مراحل سلوک عرفانی و قلندریات در تخریب نفس و پذیرش بدنامی.

## اوج
غزل در قرن هفتم، که با حمله و حکومت مغولان مقارن است، به اوج رسید. چون با حملهٔ مغول، نظام اداری و اجتماعی ایران از هم گسیخت و ادبیات هم از این تغییرات متأثر شد. می‌توان آثار این نابسامانی‌ها را در شعرهای شاعران سده‌های هفتم و هشتم هجری مشاهده کرد. بازار کساد مدح، یکسره تعطیل شد و با رواج هرچه بیشتر صوفی‌گری، استفاده از فرم غزل رایج‌تر شد. شاعران توجه زیادی به لفظ و آرایه‌های ادبی و وزن‌ها و قافیه‌های دشوار پیدا کردند و توجه به معنا کمتر شد. از آنجا که نظام درباری فروریخت، به جای امیران و درباریان، مردم مخاطب شعر قرار گرفتند. حدیث نفس و گلایه از جور زمان، مضمون متداولی برای غزل‌های این دوره بود. در قرن هفتم، عطار، مولوی و عراقی، مضمون عاشقانه و عارفانه را در غزل در هم آمیختند و طرز نوینی در غزل ابداع کردند.
به گفتهٔ سیروس شمیسا، غزل با ظهور سعدی به اوج زبانی خود رسید. بیان سعدی زیبا و روان و سهل و ممتنع بود. واژگان پرکاربرد و همه‌فهم به کار می‌برد و به معنا هم توجه کافی داشت. او هم فراق و هم وصال را دستمایهٔ غزل قرار داد، حال آن که شاعران بعد از او، چندان در مورد وصال نسرودند. سخن او از عرفان خالی نبود و اگرچه به خامی معنای صوفیانهٔ غزل‌های سنایی نبود، اما به عرفان پختهٔ مولوی و عطار هم نمی‌رسید. به گفتهٔ شمیسا، غزل سعدی متضمن معانی عشقی لطیف است، اما چاشنی اندرز و عبرت و تصوف را هم دربردارد. زبان سادهٔ سعدی باعث شد که غزلیات او در بین مردم عادی رواج زیادی پیدا کند. سعدی الهام‌بخش شاعران بعد از خود نیز بود؛ شاعرانی چون امامی هروی، مجد همگر، همام تبریزی، امیرخسرو دهلوی، حسن دهلوی، خواجوی کرمانی و حافظ.
در این دوره، مولوی، که خود مراحل سلوک عرفانی را پشت سر گذاشته بود، شرح سفر روحانی خود را در غزلیاتش منعکس کرد. بنا به گزارش شمیسا، مدارکی در دست است که او بسیاری از غزلیات خود را نه در کنج عزلت و در جدال با الفاظ، بلکه به صورت زنده و فی‌البداهه و در مجالس رقص و سماع و در حالت وجد سروده است. از این رو زبان رسمی ادبی در شعرهای او دچار نوسان و نقصان است که به عنوان یکی از ویژگی‌های غزل مولوی شناخته می‌شود و باعث شده است که آثار او، به تعبیر شمیسا، سرشار از عناصر موسیقایی و مضمون‌های نو و باروح باشد. شعر مولوی به گفتهٔ شمیسا مملو از وزن‌ها، قافیه‌ها و ترکیبات بدیع است. به گفتهٔ همایی، او در بیشتر غزل‌هایش از بحرها و وزن‌هایی مانند هزج و رجز استفاده کرد که برای مجالس سماع و دست‌افشانی مناسب بود.

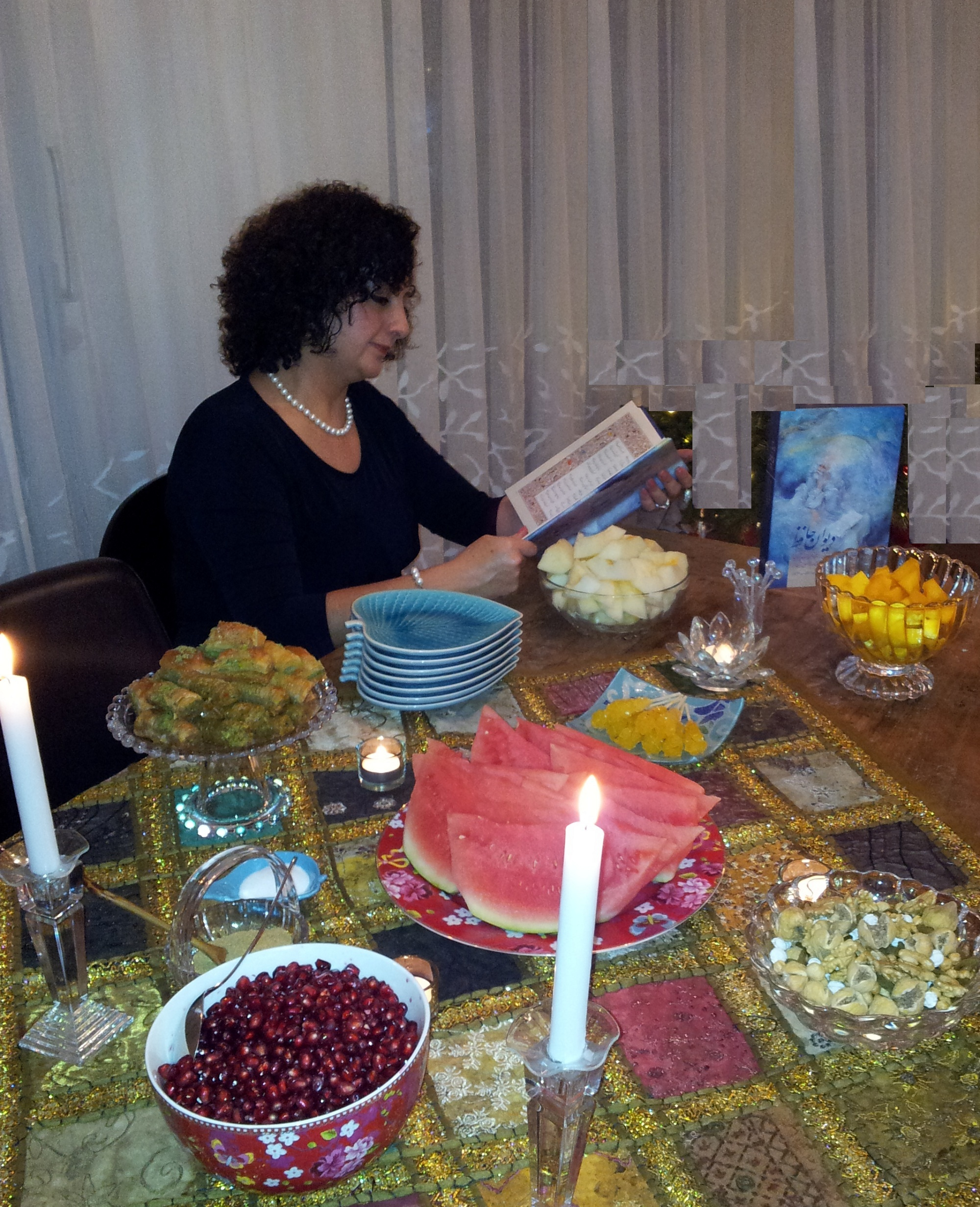
ایهام در غزل حافظ به اوج می‌رسد و افراد می‌توانند تأویل و تفسیر خاص خود را از آن دریابند. به این جهت، فال گرفتن از دیوان او در مناسبت‌های مختلف، از جمله شب یلدا، به صورت یک سنت در بین فارسی‌زبانان درآمده است.

در قرن هشتم، خواجوی کرمانی عشق و تصوف را در غزل خود در هم آمیخت و شیوه‌ای پدیدآورد که بعداً مورد توجه حافظ قرار گرفت. او زبانی ساده و روان داشت و در سرایش غزل گاهی از قافیه‌های دشوار، ردیف‌های طولانی و وزن‌های نادر استفاده می‌کرد. اوج روش خواجو، در غزلیات حافظ، که هم‌عصر و همنشین او بود، دیده می‌شود. به گفتهٔ شمیسا، غزل حافظ آشناترین غزل برای مخاطب خاص و عام است. او توجه زیادی به شاعران پیشین و هم‌عصر خود داشت و بسیاری از مضمون‌ها را از آنها اقتباس می‌کرد، اما آن را با طبع شاعرانهٔ خود پرورش می‌داد و شعرهایی که به این ترتیب سروده می‌شد، اغلب از نمونهٔ اصلی برجسته‌تر بود. به گفتهٔ شمیسا، غزل هم در معنا و هم در لفظ، در آثار حافظ به اوج رسید. به نظر خانلری، مشخصهٔ شعر او ایهام است. ایهام در غزلیات او باعث شده است که استفاده از دیوان اشعارش برای فال گرفتن رایج شود و بحثهای زیادی در مورد عاشقانه یا عارفانه بودن غزل‌هایش در بگیرد که هنوز هم ادامه دارد. حافظ در شعر خود، ممدوح و معشوق را با هم یکی کرد و از این رو، مدح‌های او که به فرم غزل است، در ظاهر، ماهیت خود را آشکار نمی‌کند.
پس از حافظ، یعنی از اوایل قرن نهم، تا قرن یازدهم، شاعران برای سرودن غزل به سبک عراقی همچنان در تلاش بودند، اما توفیقی حاصل نمی‌شد؛ چون غزل عاشقانه در شعر سعدی، غزل عارفانه در شعر مولوی و غزل تلفیقی در شعر حافظ به اوج رسیده بود. این بن‌بست زمینه‌ساز ظهور سبک هندی بود. در این دوره، استفاده از مضمون‌ها و وزن‌های تکراری متداول بود. مقام معشوق بسیار ترقی کرد و مقام عاشق بسیار پست شد. به گفتهٔ شمیسا در این دوره غزل دچار انحطاط و ابتذال شد و از هیچ معنای اصیل اجتماعی، عاشقانه یا عارفانه برخوردار نبود.

## ساده‌سازی زبان
غزل، پس از حافظ هم ادامه پیدا کرد؛ چنان‌که به گفتهٔ شمیسا، در زمان سلطنت شاهرخ، رایج‌ترین فرم شعر بود. در این دوره، شاعرانی مانند کمال خجندی ظهور کردند که با پیروی از امیرخسرو دهلوی، به دنبال بیان مضمون‌های باریک بودند؛ به طوری که نکات، دور از ذهن و اعجاب‌انگیز بنماید. جامی و بابا فغانی در زمرهٔ شاعرانی بودند که در حد فاصل بین سبک عراقی و هندی قرار گرفته‌اند و هرچند در زمرهٔ شاعران سبک عراقی به حساب می‌آیند، اما در شعرهایشان نشانه‌هایی از سبک جدید مشاهده می‌شود. فرق شعر بابا فغانی با شاعران قبل از خود، در سوزناکی و رقت معناست. کلام او بسیار حزن‌انگیز و اثرگذار است. سبک او در هند و ایران پیروانی هم داشت.

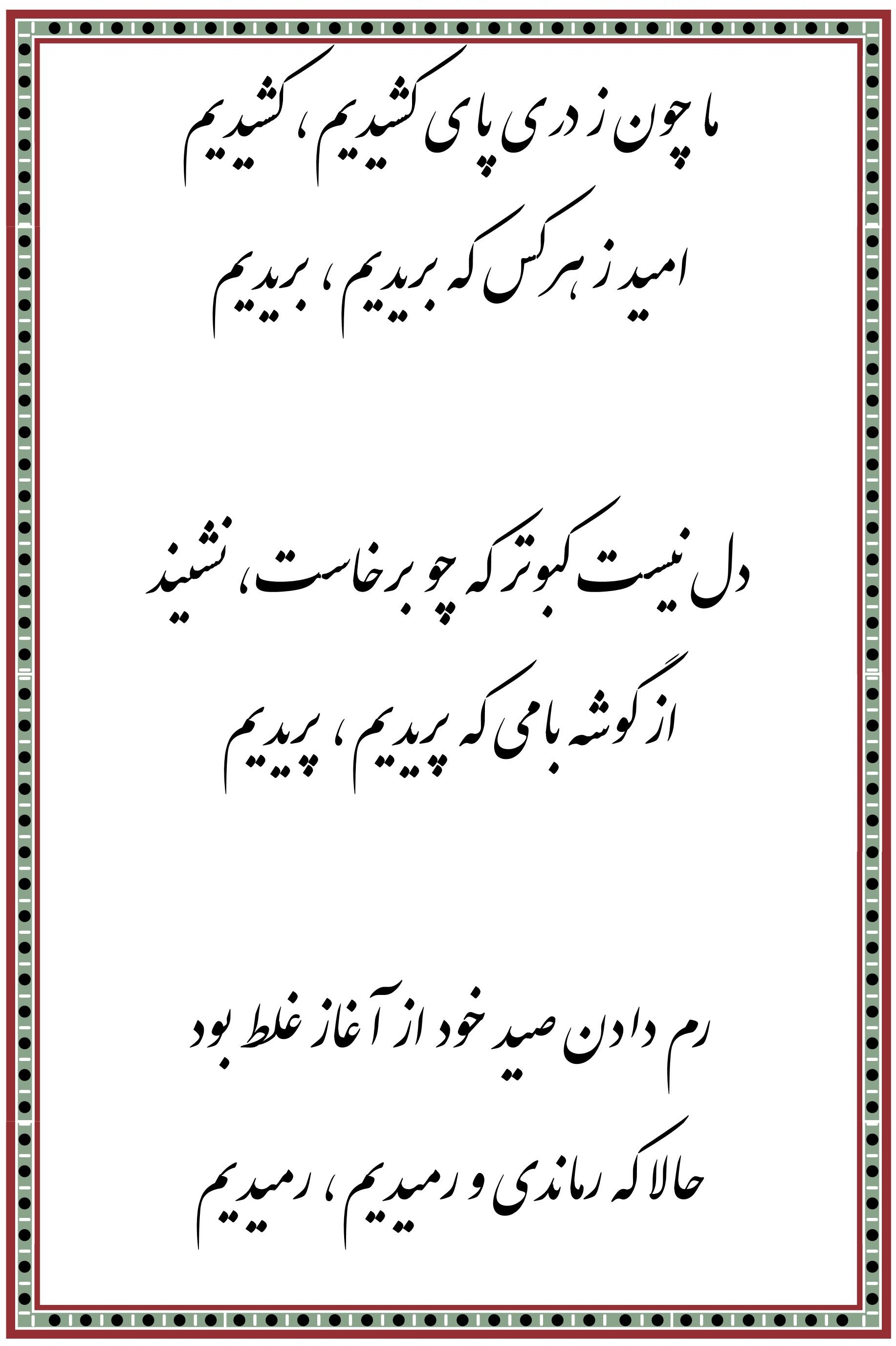
چند بیت از یک غزل واسوخت که شاعر روی از معشوق برگردانده است. شعر از وحشی بافقی

در قرن دهم هجری، مکتبی در غزل به وجود آمد که به مکتب وقوع مشهور شد و در آن شاعر حالت خود را چنان باز می‌نماید که با واقعیت سازگار باشد و از اغراق اجتناب می‌کند. لسانی شیرازی و شهیدی قمی از جمله شاعران نخستین در اتخاذ این رویکرد محسوب می‌شوند. وحشی بافقی هم شاعر غزل‌سرای این جریان ادبی در قرن دهم بود که سبک خاص خود را ابداع کرد که به واسوخت معروف شد. شاعر در غزل‌های واسوخت، از معشوق اعراض می‌کند و روگردان می‌شود. گلچین معانی معتقد است که واسوخت، یک سبک خاص نیست؛ چون از یک سو در شعر شاعران دیگر هم به صورت پراکنده چنین معنایی را می‌توان یافت و از سوی دیگر، شاعران بعد از وحشی از او پیروی نکردند و او اولین و آخرین شاعر این سبک بود.

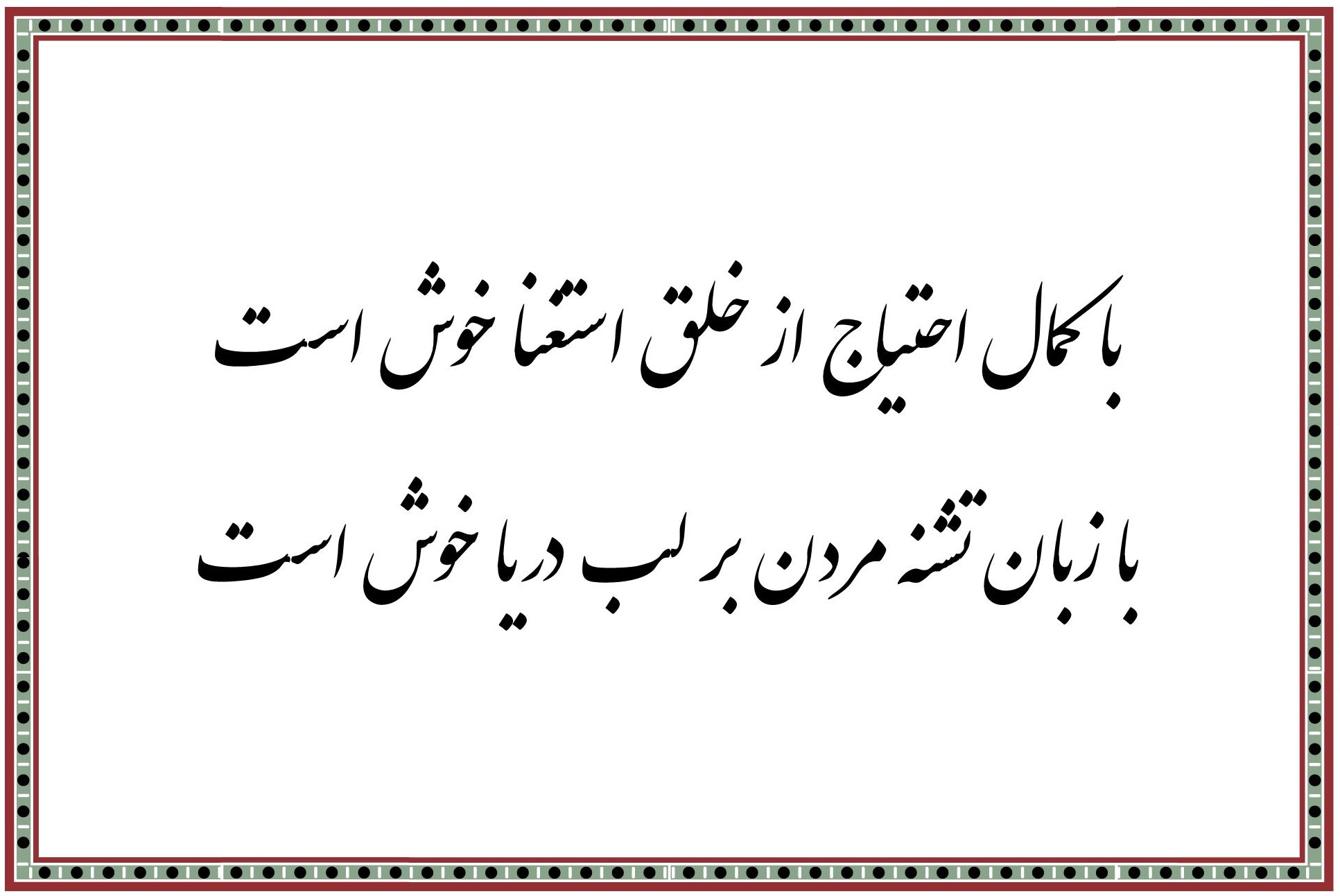
شاعر سبک هندی در مصراع اول شعار داده است که استغنا خوش است و در مصراع دوم با مثالی آن را تبیین می‌کند. شعر از صائب تبریزی

با آغاز دورهٔ صفویه، پادشاهان جز به اشعار مذهبی، توجهی نشان نمی‌دادند و توسعهٔ صنعت و تجارت در اصفهان باعث به وجود آمدن قشری از کسبه و صنعتگران شد که در قهوه‌خانه‌ها جمع می‌شدند و به شعرهای باب طبع خود گوش می‌دادند. در این دوره، بسیاری از افراد عادی، بدون تحصیلات ادبی شروع به سرودن شعر کردند. شعر سرودن به سبک عراقی با حجمی از تقلید از شاعران پیشین، به ویژه سعدی و حافظ، بسیار مبتذل شده بود. پس شاعران جدید، به دنبال مضمون تازه رفتند و توجه به لفظ را کاهش دادند. سبک جدیدی که به وجود آمد، اگرچه در اصفهان متولد شد، اما از آنجا که بسیاری از شاعران نامدارش به هند مهاجرت کردند و از شعرهای امیرخسرو دهلوی، شاعر فارسی‌گوی هندی الهام می‌گرفتند، به سبک هندی مشهور شد. در غزل‌های سبک هندی تکرار قافیه و واژگان عامیانه بسیار به چشم می‌خورد و به گفته شمیسا، غزل‌ها، عملاً، تک‌بیت‌هایی بودند که به واسطهٔ قافیه و ردیف به هم می‌پیوستند و شکل غزل به خود می‌گرفتند. اساس غزل سبک هندی، که حدود یکصد و پنجاه سال دوام آورد، این بود که شاعر در مصراع اول مطلبی معقول بگوید و در مصراع بعدی شاهد یا مثالی محسوس بیاورد و معنای مصراع اول را اثبات یا تبیین کند؛ به طوری که مصراع دوم دلیلی برای مصراع اول باشد. مصراع اول معمولاً یک شعار است و شاعرانگی ندارد، اما مصراع دوم باید با استفاده از تشبیه، تصویری هنرمندانه و شاعرانه برای تبیین آن ارائه دهد.
مضمون در سبک هندی هیچگاه به ابتذال گرایش پیدا نکرد؛ چون شاعر سبک هندی حق نداشت مضمونی تکراری را دستمایه قرار دهد، مگر این که دست‌کم بیان و نگاهی جدید داشته باشد. اما این تمرکز بر مضمون باعث شد که آرام‌آرام، مضامین عجیب و غریب وارد شعر شود و فهم را دشوار نماید. به عقیدهٔ شمیسا در این سبک، گاهی شعر و معما در هم آمیخته می‌شد. در غزل‌ها کنایه و تشبیه و استعاره زیاد به کار می‌رفت و تعداد ابیات به ۳۵ بیت هم می‌رسید.
به گفتهٔ سیروس شمیسا، صائب تبریزی، محتشم کاشانی و چند شاعر دیگر توانستند نمونه‌هایی متعالی از این سبک شعری پدیدآورند، اما این سبک بعد از آنها به افول گرایید؛ به طوری که امروز ادیبان ایرانی، نظر بدبینانه‌ای نسبت به آن دارند.

## بازگشت

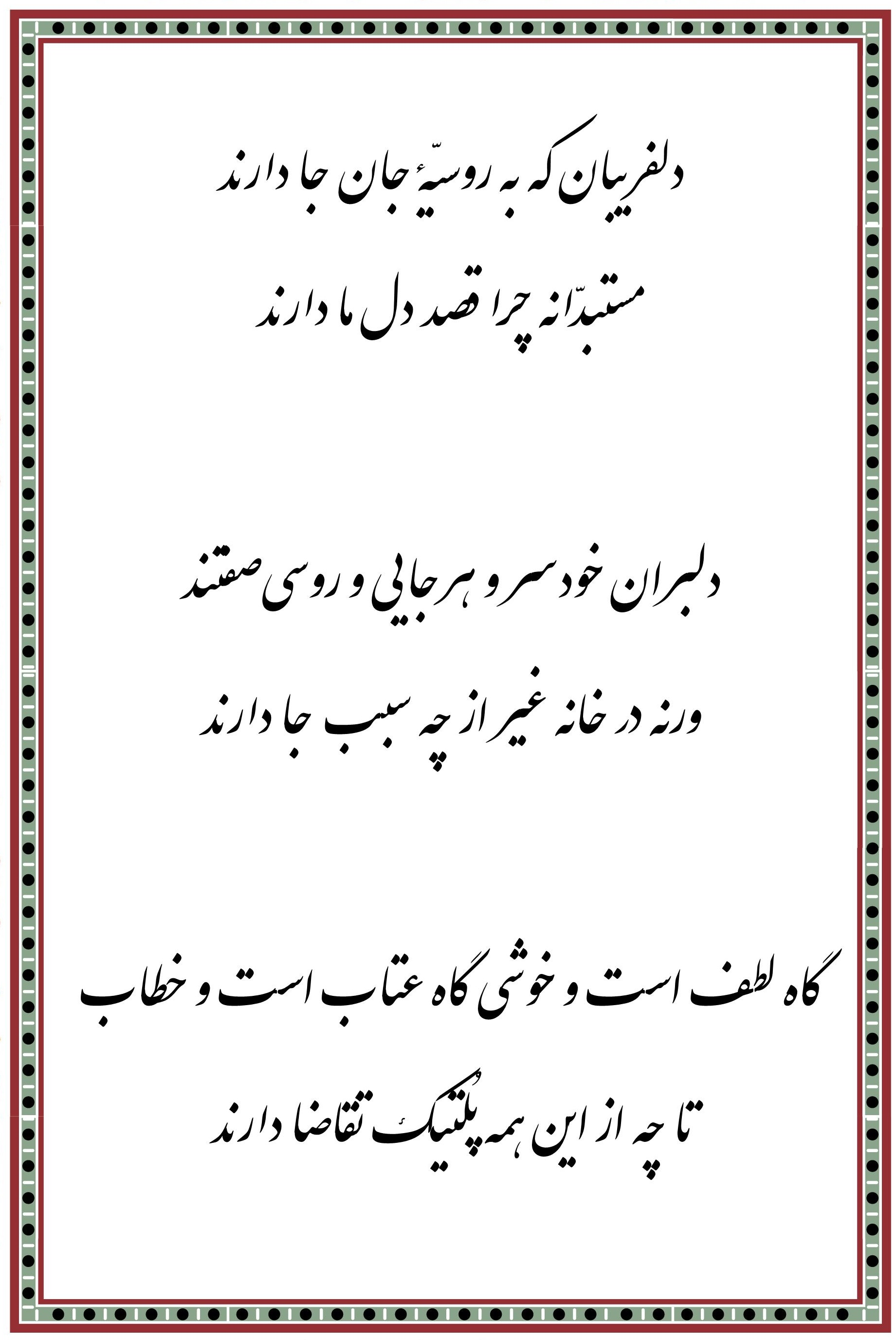
شاعر تلاش می‌کند بین سنت شعری و مضمون اجتماعی روز، آشتی برقرار کند اما شعرش فاقد شاعرانگی است و خواننده احساس می‌کند که با شعر به معنای دقیق آن روبرو نیست. شعر از محمدتقی بهار

با پایان حکومت صفویان از یک سو و شروع استعمار هند از سوی دیگر، بازار شعر از سکه افتاد. مضمون‌های پیچیدهٔ سبک هندی مخاطب چندانی نمی‌یافت و شاهان ایران مانند نادرشاه، کریم‌خان و آغامحمدخان قاجار میانهٔ زیادی با شعر و شاعری نداشتند. این دوره را دورهٔ فترت نامگذاری کرده‌اند. این دوره از اوایل قرن دوازدهم تا اوایل قرن سیزدهم هجری به طول انجامید.
شاهان قاجار، به خصوص فتحعلی‌شاه و ناصرالدین‌شاه، بسیار شعردوست بودند و خود نیز شعر می‌سرودند؛ بنابراین جریانی که از اواخر دورهٔ افشاریه شروع شده و در دورهٔ زندیه تا حدودی هوادار پیدا کرده بود، به اوج رسید. شاعران با پیروی از سبک‌های خراسانی و عراقی شعرهای جدیدی می‌سرودند و پاداش دریافت می‌کردند. به باور شمیسا، غزل‌های این دوره، بر خلاف قصیده‌ها، تقلیدی نبودند. غزل‌های این دوره، از آثار غزل‌سرایان قبلی به صورت تلفیفی الهام می‌پذیرفتند و عمدتاً غزل‌های عاشقانه بودند. فروغی بسطامی از غزل‌سرایان شاخص این دوره است.
با شروع جنبش مشروطه، گنجاندن مضمون‌های میهن‌پرستانه در غزل متداول شد. این سبک از غزل که به «غزل وطنی» شهرت یافت، در آثار عارف قزوینی، فرخی یزدی و ابوالقاسم لاهوتی مشاهده می‌شود. به بیان روزبه، شعر مشروطه در خدمت عوام و بسیار عوامانه بود و در پشت مضمون‌های آزادی‌خواهانه و تجددطلبانهٔ آن، یک «روح عمیق شاعرانه» مستتر نبود؛ بلکه عمدتاً خام و احساسی و شکل‌نیافته بود. به گفتهٔ براهنی، شعر مشروطه، شعر مضمون بود و نه شعر فرم و محتوا؛ به این معنا که اندیشه یا احساسی را دنبال می‌کند، اما این اندیشه یا احساس با اشیا و تصویرها آغشته نمی‌شود و با عواطف عمقی و درونی ناخودآگاه انسان درنمی‌آمیزد. براهنی شعر بهار، عارف قزوینی، ایرج میرزا و پروین اعتصامی را در زمرهٔ شعر مضمون قلمداد می‌کند. روزبه حتی غزل‌های صوفیانه و عاشقانهٔ دورهٔ مشروطه را «میراث‌دار ارتجاع ادبی عهد بازگشت» دانسته است.

## نوگرایی

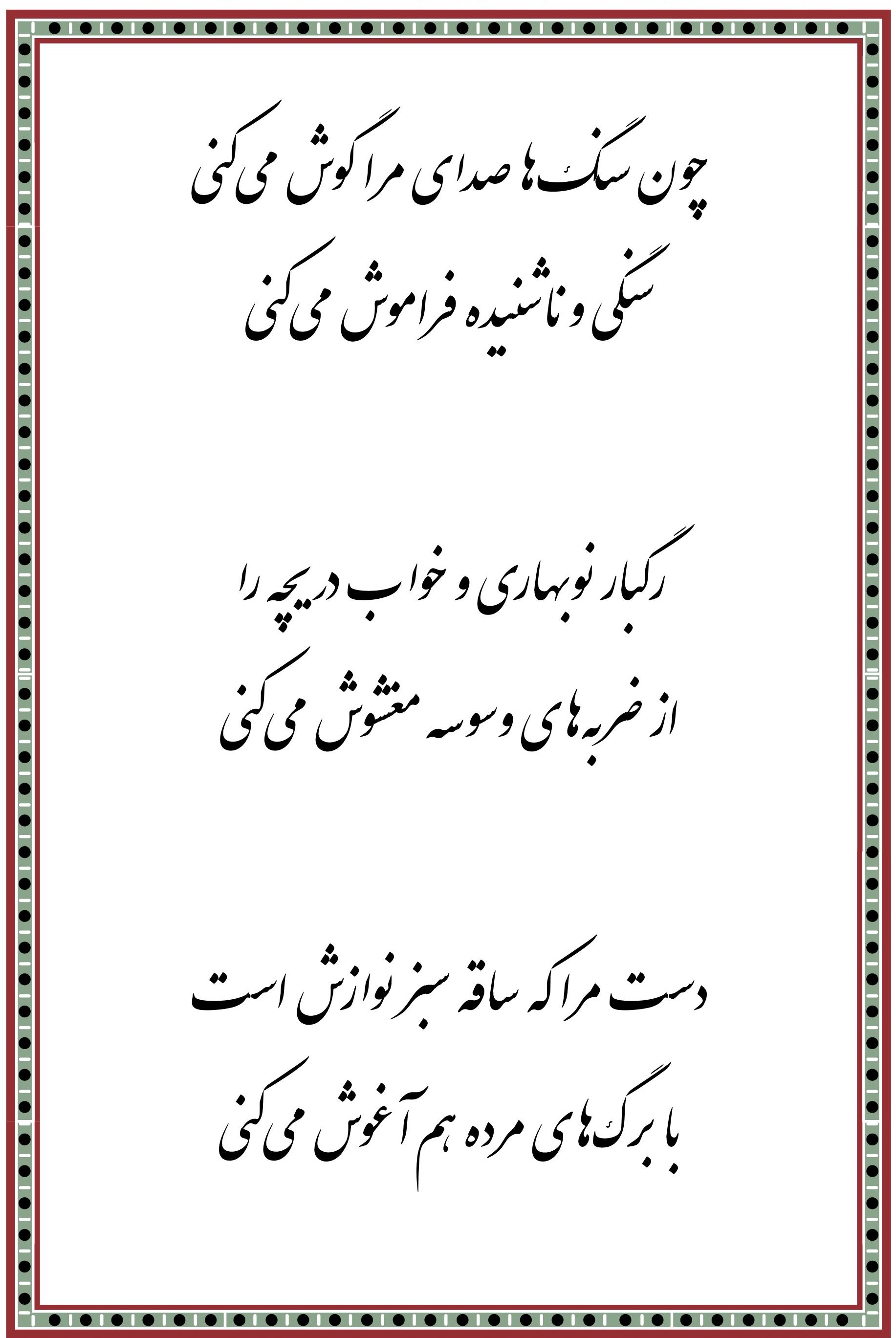
روزبه تنها غزل فروغ فرخزاد را سرآغاز موج جدیدی در سرایش غزل تحت تأثیر شعر نو می‌داند که به «غزل نو» مشهور شد. شعر از فروغ فرخزاد

تحت تأثیر پدیدار شدن شعر نو، سبکی جدید در سرایش غزل به وجود آمد که به غزل نو یا غزل تصویری مشهور است. این نوع غزل، چه در لفظ و چه در مضمون، از امکانات شعر نو استفاده می‌کند. شاعران نوگرایی مانند فریدون توللی، نادر نادرپور و هوشنگ ابتهاج، زمانی که تمایل به سرودن غزل در فرم سنتی آن می‌کردند، عناصری از شعر نو را وام می‌گرفتند که به تکوین این سبک انجامید. روزبه، بیشترین درهم‌آمیختگی غزل نو با جریان شعر امروز را مربوط به دههٔ ۱۳۶۰ می‌داند و می‌گوید که ویژگی غزل نو تا قبل از آن، «نوآوری در سطح» بود و معیارهای زیبایی‌شناسی در آن دچار دگرگونی نشده بود. یکی از ویژگی‌های غزل نو، استفاده از وزن‌های جدید است که در این زمینه، هوشنگ ابتهاج، سیمین بهبهانی و حسین منزوی آثار شاخصی دارند. غزل‌سرایان نوگرا، توصیف در غزل را به معشوق زمینی و آسمانی محدود نکردند و تجربیات ذهنی خود را در جستجوی افق‌های تازه‌تر گسترش دادند. در اثر این تلاش، صور خیال در غزل نو به تازگی گرایید. بر خلاف غزل قدیم که تجربیات عاطفی متعددی از شاعر در ابیات مختلف منعکس می‌شد و در نتیجه به عدم پیوستگی عمودی غزل می‌انجامید، در غزل جدید شاعران به بیان یک تجربهٔ عاطفی بسنده کردند. به این ترتیب، تصویرهای شعری در یک غزل در هم تنیده شد و هر بیت قسمتی از تصویر قبل یا بعد از خود را منعکس می‌کرد؛ درنتیجه غزل در محور عمودی خود پیوستگی بیشتری پیدا کرد.
موج پست‌مدرنیسم که ابتدا توسط رضا براهنی و از طریق شعر سپید وارد ادبیات فارسی شده بود، توسط سید مهدی موسوی و چند شاعر دیگر در فرم غزل هم راه پیدا کرد که به غزل پست‌مدرن معروف شد. غزل‌سرایان پست‌مدرن در دههٔ ۱۳۸۰ اغلب از وبلاگ برای انتشار آثار خود استفاده می‌کردند و به گفتهٔ محمدرضا شالبافان، یکی از شاعران این جریان، تلاش می‌کردند به خرده‌روایت‌هایی از جنس دغدغه‌های اصلی انسان و تناقض‌های زندگی بشری بپردازند.

## مضمون کلاسیک

### عشق زمینی
مفهوم محوری در غزل، معشوق است. احسان یارشاطر در دانشنامهٔ ایرانیکا می‌گوید که در غزل کلاسیک، معشوق معمولاً یک مرد جوان، گاهی یک سرباز یا گاهی یک پیاله‌دار (ساقی) است که شاعر از او با واژگانی چون بت، دوست یا معشوق نام می‌برد. به نوشتهٔ دانشنامهٔ ایرانیکا، در زمان شکل‌گیری غزل به عنوان یک فرم، سربازان ترک جوانی که در جنگ‌های آسیای میانه به اسارت درمی‌آمدند، به عنوان سرباز امپراتوری‌های حاکم بر ایران یا به عنوان برده در دربار یا منزل افراد ثروتمند به کار گرفته می‌شدند و به دلیل قامت خوش و چهرهٔ زیبا مورد تمجید و ستایش بودند؛ چنان‌که در قرن نهم و دهم میلادی (سوم تا پنجم هجری) واژهٔ ترک به معنای معشوق و جوان زیبارو معنا می‌شد. یارشاطر، عدم استفاده از معشوق زن را به این دلیل می‌داند که باورهای اسلامی سخن گفتن از معشوق زن را در محفل‌های شعرخوانی جایز نمی‌دانست. البته یارشاطر به شراب‌خواری هم اشاره می‌کند که علی‌رغم مجاز نبودن در اسلام، از همان ابتدا در غزل‌ها دستمایهٔ سرایش شعر قرار می‌گرفت. به نظر یارشاطر، معشوق غزل کلاسیک، نه نامی دارد و نه توصیف دقیقی که بتوان او را بازشناخت. او زیبایی‌های اغراق‌آمیز و ایده‌آلی دارد و از انبوهی از عاشقان دل ربوده است که برای جان باختن در راه عشق او آماده‌اند. اما در مقابل، خودش نسبت به خیل عاشقان بی‌تفاوت یا حتی آزاررسان است. صفات معشوق آنقدر کلی و انتزاعی است که نمی‌توان معشوق یک شاعر را از شاعر دیگر تشخیص داد و این ویژگی، کاربردی عام به غزل می‌بخشد؛ چنان‌که هر کس می‌تواند با خواندن آن شرح معشوق خود را از آن دریابد. نقش عاشق را شاعر معمولاً خودش بازی می‌کند. در غزلیات قدیمی‌تر (دورهٔ سامانیان و غزنویان) عاشق چندان حقیر نمی‌نماید؛ او مغرور است و از همنشینی با معشوق لذت می‌برد. اما در دوره‌های بعدی، عاشق لحظات خوش را با حال و هوایی — به تعبیر یارشاطر — مالیخولیایی عوض می‌کند و برده‌وار هر نوع تحقیر و آزاری را تحمل می‌کند. این عشق که شور و اشتیاق حاکم بر غزل را می‌سازد، اغلب در مقابل عقل قرار می‌گیرد و عاشق را رسوا می‌کند. عاشق نیز این رسوایی را مشتاقانه می‌پذیرد و برای زدودن غم‌های خود، به شراب پناه می‌برد که در نظرش شفابخش و تسلی‌بخش است. افراد مختلفی با آیین باده‌گساری شاعر در ارتباط بودند؛ از جمله ساقی، باده‌فروش، مغبچه و پیر مغان.

### عرفان و عشق الهی
به گفتهٔ یارشاطر، صوفیان که می‌خواستند شور و حال خود را در راه عشق به خدا توصیف کنند، زبان و واژگان عادی را وسیله‌ای کافی برای بیان حالات سرخوشانهٔ خود نمی‌دانستند. آنها با بیان «عشق ناپسند»، به کنایه و با واسطه، عشق به معشوق اصلی خود؛ یعنی خدا را بیان می‌نمودند. آنها آرزوی رسیدن به خدا داشتند؛ همان‌طور که عاشق آرزوی وصال معشوق دارد. پس از همان زبان اروتیک و عاشقانه بهره گرفتند. در بسیاری مواقع، نمی‌توان عاشقانه یا عارفانه بودن این غزل‌ها را به صراحت تشخیص داد، مگر آن که اشارهٔ عرفانی صریحی در شعر وجود داشته باشد.
رند و قلندر شخصیت‌های باده‌گسار و رسوایی بودند که در غزل‌های اولیه، شخصیت‌هایی منفی بودند، اما در شعرهای حافظ و شاعران بعدی‌اش، به صورت افرادی فاضل و صادق ترسیم شدند که از نفاق گریزانند. تکوین این شخصیت‌ها و اصولاً رواج گونه‌ای از غزل با عنوان «قلندریات» به رواج پیدا کردن فرقه‌های صوفیه و به خصوص شاخهٔ قلندریه بازمی‌گردد که در آیین سلوک خود برای از بین بردن غرور و روحیهٔ نفاق درونی خود، در ملأ عام کارهایی شرم‌آور (مانند باده‌گساری) انجام می‌دادند تا نسبت به نظر و قضاوت مردم بی‌تفاوت شوند و — به عقیدهٔ خودشان — بتوانند خالصانه طریقت خود را پی بگیرند. این که غزل‌های عاشقانه در فارسی را (مانند ادبیات عاشقانه در بعضی زبان‌های دیگر) می‌توان در دو سطح زمینی و معنوی تأویل نمود، بعضی از پیروان آیین‌های تصوف را بر آن داشت که واژگان عاشقانه را به صورت یک به یک بر روی مفاهیم معنوی نگاشت کنند؛ مثلاً به گفتهٔ جواد نوربخش شراب را «نماد طعم شهودی یاد خدا در دل صوفی» و پیچ زلف را به معنی «تجلیات الهی» در نظر می‌گیرند. باورمندان مطلق به این رویکرد، تمام شعرهای شاعرانی چون سنایی، عطار، عراقی، مولوی و حتی حافظ را عارفانه می‌پندارند و حتی معتقدند شعرهایی که ظاهراً عاشقانه‌اند باید با دقت رمزگشایی شوند تا مفهوم عارفانهٔ خود را بنمایانند. این تعبیر حتی مورد توجه فارسی‌پژوهان غربی نظیر هنری ویلبرفورس کلارک نیز قرار گرفته و در ترجمه‌های آنها از آثار فارسی به زبان‌های غربی انعکاس یافته است. یارشاطر این رویکرد را قابل پذیرش نمی‌داند و معتقد است که با پذیرش این رویکرد، شعرهای صریح و شفافی که به زبان مردم نوشته شده‌اند و هر شخصی با هر سطحی از تحصیلات قادر به خواندن و ادراک آنهاست، باید در معرض تأویل‌های «اسرارآمیز و مبهم» قرار گیرد.

## قالب‌های برگرفته‌شده از غزل
تضمین: تضمین نوعی مسمط است که در سده‌های اخیر متداول شده است و شاعر برای سرایش آن، به همهٔ ابیات یک شعر (اغلب غزل)، ابیاتی اضافه می‌کند تا به شکل مسمط درآید. یکی از تضمین‌های مشهور در ادبیات فارسی، شعری است با مطلع «تا کی به تمنای وصال تو یگانه/اشکم شود از هر مژه چون سیل روانه» که شیخ بهایی بر اساس غزلی با مطلع «ای تیر غمت را دل عشاق نشانه/جمعی به تو مشغول و تو غایب ز میانه» از خیالی بخارایی سروده است.
ترجیع‌بند و ترکیب‌بند: ترجیع‌بند را می‌توان مجموعه‌ای از چند غزل دانست که به‌وسیلهٔ یک بیت ثابتِ دارای قافیهٔ مستقل، به هم متصل شده‌اند. به همین ترتیب، اگر غزل‌ها به وسیلهٔ بیت‌های مختلفی که قافیهٔ مستقلی دارند به هم وصل شوند، قالب ترکیب‌بند پدید می‌آید.
مستزاد: مستزاد، یک رباعی، قطعه یا غزل است که مصراع دوم آن به لحاظ وزنی کوتاه شده باشد. پیدایش مستزاد، به منظور انطباق شعر با ضرب‌آهنگ موسیقی بوده است. به نظر پروین شکیبا، غزل (یا رباعی) را برای این که بتوانند با موسیقی یا به حالت قوالی بخوانند، به حالت مستزاد درمی‌آوردند تا خواننده قسمت اصلی را بخواند و دیگران در مصراع‌های کوتاه شده، خواننده را همراهی کنند و اصطلاحاً «دَم بگیرند». سرودن مستزاد در دوران مشروطه رواج زیادی پیدا کرد.
غزل-مثنوی: غزل-مثنوی قالبی است که در آن، شاعر در اثنای سرودن یک مثنوی، تغییر لحن می‌دهد و چند بیت با فرم غزل می‌سراید. وحشی بافقی در منظومهٔ شیرین و فرهاد از این فرم استفاده کرده است ولی رواج آن بیشتر به دوران پس از انقلاب ۱۳۵۷ بازمی‌گردد.
غزلواره: گونه‌ای از غزل است که به شدت تحت تأثیر شعر نیمایی قرار گرفته و جز صورت، بقیهٔ خصوصیت‌های قالب غزل سنتی را از دست داده است؛ چنان‌که حتی ممکن است یک مصراع در چند خط بیاید یا طول مصراع‌ها کوتاه و بلند باشد. با این حال، تعریف ثابت و روشنی از غزلواره وجود ندارد.

## در زبان‌های دیگر

### در عربی
غزل در ادبیات عرب با مفهومی متفاوت از ادبیات فارسی و به عنوان یکی از فنون و اغراض شعر به کار رفته است. در ادبیات عربی به تشبیب، نسیب و تغزل، که معمولاً در ابتدای قصیده‌ها می‌آمد، غزل اطلاق می‌شود. در این مفهوم، سابقهٔ سرایش غزل در زبان عربی به عهد جاهلیت می‌رسد که مضمون‌هایی مانند کوچ کردن یار، توصیف زیبایی‌های اندام معشوق و دیدگاه شاعر نسبت به عشق و زن را در بر می‌گرفت. از قدیمی‌ترین شاعران غزل‌سرای عرب می‌توان به عمر بن ابی‌ربیعه اشاره کرد که شعرهایش هم‌اکنون نیز خوانده می‌شود. در ادبیات عربی، دو نوع غزل را می‌توان بازشناخت؛ یکی بومی حجاز و دیگری بومی عراق.
غزل همچنین در زبان عربی به هر نوع شعر عاشقانه نیز اطلاق می‌شود.

### در ترکی
ورود غزل (به ترکی: gazel) به ادبیات ترکی، به سده‌های پانزدهم و شانزدهم میلادی بازمی‌گردد. در اواسط قرن پانزدهم، علی‌شیر نوایی غزل را وارد زبان جغتایی کرد و در اوایل قرن شانزدهم نیز فضولی با زبان ترکی آذربایجانی غزل سرود. در قرن هفدهم، عاشق عمر قوشما را که شعر فولکوریک بود، در کنار غزل که شعر درباری بود، جمع‌آوری کرد و پلی شد بین این دو گونهٔ ادبی. تأثیر متقابل شعر رسمی و شعر کوچه‌بازاری تا قرن نوزدهم ادامه داشت و یکی از شاعران برجسته در این زمینه، ابراهیم درتلی بود.

### در هندی و اردو
غزل در قرن دوازدهم میلادی، با نفوذ عارفان اسلامی وارد شبه‌قارهٔ هند شد. در قرن سیزدهم، امیرخسرو دهلوی، غزلسرای هندی بود که آثارش باعث محبوب شدن غزل در سراسر هندوستان شد. ورود غزل به ادبیات اردو را نیز می‌توان به محمدقلی قطب‌شاه در نیمهٔ دوم قرن شانزدهم میلادی و ولی محمد ولی در قرن هفدهم نسبت داد. غزل در قرن هجدهم و نوزدهم میلادی در شبه‌قارهٔ هند بسیار رایج بود. غالب دهلوی، شاعر هندی قرن نوزدهم میلادی، دامنهٔ مضمون غزل هندی را گسترش داد، هرچند که مضمون اصلی؛ یعنی عشق، همچنان پابرجا ماند. فیض احمد فیض، جاوید اختر، ادا جعفری و فراق گورکپوری از دیگر شاعران غزل‌سرای هندی و پاکستانی هستند. خواندن غزل به همراه اجرای موسیقی نیز که در هندی غزل گائیکی گفته می‌شود، جزو سنت‌های قدیمی در شبه‌قارهٔ هند است که امروزه نیز طرفدار زیادی دارد.

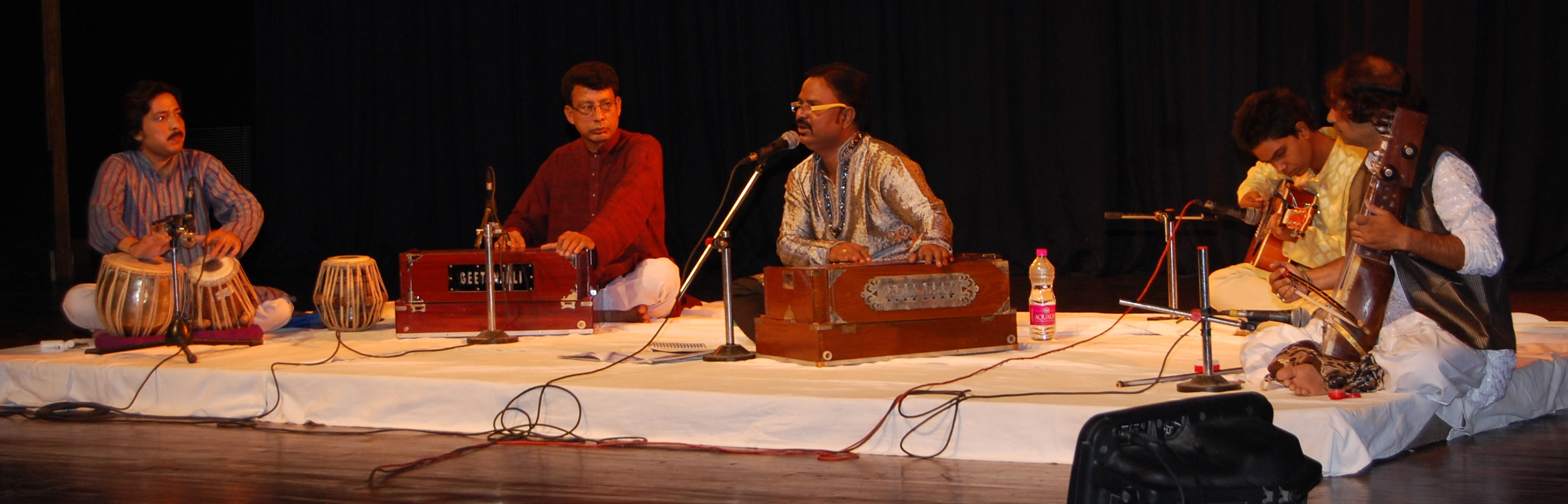
اجرای سنت غزل گائیکی توسط معین‌الدین احمد در دهلی

### در زبان‌های اروپایی
در زبان‌های اروپایی، از سونِت به عنوان فرمی برای بیان حالات عاشقانه یاد می‌شود و از این رو آن را غزل فرنگی یا غزلواره یا حتی غزل ترجمه کرده‌اند. سونت چهارده مصراع دارد که در زبان‌های مختلف اروپایی از وزن‌های مختلفی در آن استفاده می‌شود و به‌طور مثال در انگلیسی، هر مصراع، پنج جزء دو هجایی دارد. سرودن این شعر دست کم به قرن سیزدهم میلادی می‌رسد. فرانچسکو پترارک، شاعر ایتالیایی و فیلیپ سیدنی و ویلیام شکسپیر، شاعران انگلیسی از جمله کسانی هستند که شعرهایی در این قالب سروده‌اند.
علاوه بر این، بعضی شاعران آمریکایی از جمله آدرین ریچ، جان هالندر و آغا شاهد علی شعرهایی با فرم غزل به شکلی که در فارسی رایج است (و در زبان انگلیسی تحت عنوان Ghazal شناخته می‌شود)، سروده‌اند. در سال ۱۹۹۶، آغا شاهد علی اولین گلچین غزل‌های انگلیسی‌زبان جهان را با عنوان غزل‌های واقعی به زبان انگلیسی گردآوری و ویرایش کرد. از سال ۲۰۰۶، دیوی پانتی، شاعر نپالی شروع به سرودن غزل کرد و مدعی شد که پیشگام غزل انگلیسی است.

## یادداشت
1. ↑  Braginskiy
2. ↑  Mirzayev
3. ↑  کلارک حتی یک بیت از حافظ را بدون استخراج تعبیری عارفانه رها نکرده است.
4. ↑  Âşik Ömer
5. ↑  İbrahim Dertli
6. ↑  Mohammad Quli Qutub Shah
7. ↑  Wali Mohammed Wali
8. ↑  Ada Jafri
9. ↑  Firaq Gorakhpuri
10. ↑  Ghazal Gayaki
11. ↑  Ravishing DisUnities: Real Ghazals
12. ↑  Devi Panthi